# Stephen Toulmin
Stephen Edelston Toulmin (Londen, 25 maart 1922 - Los Angeles, 4 december 2009) was een Brits filosoof. Hij hield zich vooral bezig met ideeëngeschiedenis en argumentatieleer. Zijn werk The Uses of Argument (1958) wordt dan ook gezien als de grondslag van de argumentatieleer. Toulmin was hoogleraar aan de University of Southern California. Zijn werk was vooral beïnvloed door Ludwig Wittgenstein.
In zijn argumentatieleer legt hij vooral de nadruk op de contextuele bepaaldheid van vormen van argumenteren, zonder dat men daardoor in relativisme moet vervallen. In boeken zoals Cosmopolis' (1990) en Return to Reason (2001) linkt hij dit ook met een bepaalde ideeëngeschiedenis. In repliek op de talloze moderniteitskritieken, zoals het postmodernisme, stelt Toulmin dat er een 'eerste moderniteit' aanwezig was bij auteurs zoals Desiderius Erasmus en Michel de Montaigne, voorafgaand aan de 'tweede moderniteit', gelinkt met auteurs als René Descartes en Thomas Hobbes. Terwijl de eerste moderniteit juist pluralisme en tolerantie benadrukte, kwam door toedoen van godsdienstoorlogen en politieke onrust bij auteurs zoals Descartes en Hobbes een absolute eis van zekerheid naar de voorgrond, die juist absolutistisch en intolerant was. Toulmin was akkoord dat de tweede moderniteit problematisch is, maar hoopte dat de eerste moderniteit nog een bron van inspiratie kon bieden.
Toulmin ontwikkelde in zijn wetenschapshistorisch en -filosofisch werk ook een positie uit die gelijkend was op die van Thomas Kuhn. Beiden benadrukten het belang van geschiedenis en waren geïnteresseerd in hoe conceptuele verandering in wetenschap gebeurt. Toulmin zet dit vooral uiteen in boeken zoals Foresight and Understanding (1961). In Human Understanding (1972) werkt hij zijn alternatief op Kuhns idee van paradigmaverschuiving uit en haalt vooral inspiratie uit de biologie. Volgens Toulmin kunnen we wetenschapsgeschiedenis begrijpen vanuit een evolutionair model, waarbij ideeën juist zoals genen onderhevig zijn aan selectiemechanismes.

## Werken
- An Examination of the Place of Reason in Ethics (1953)
- An Introduction to the Philosophy of Science (1953)[1]
- The Uses of Argument (1958), Duits: Der Gebrauch von Argumenten, Beltz Athenäum 1996 ISBN 3-89547-096-1
- Metaphysical Beliefs, Three Essays (1957) met Ronald W. Hepburn & Alasdair MacIntyre
- The Riviera (1961)
- Foresight and Understanding: an Enquiry into the Aims of Science (1961)
- The Architecture of Matter (1962) met June Goodfield
- The Fabric of the Heavens: the Development of Astronomy and Dynamics (1963) met June Goodfield
- Night Sky at Rhodes (1963)
- The Discovery of Time (1966) met June Goodfield
- Physical Reality (1970)
- Human Understanding (1972)
- Wittgenstein’s Vienna (1972) met Allan Janik
- Knowing and Acting: An Invitation to Philosophy (1976)
- An Introduction to Reasoning (1979) met Allan Janik & Richard D. Rieke
- The Return to Cosmology: Postmodern Science and the Theology of Nature (1985)
- The Abuse of Casuistry: A History of Moral Reasoning (1988) met Albert R. Jonsen
- Cosmopolis: The Hidden Agenda of Modernity (1990)
- Social Impact of AIDS in the United States (1993) met Albert R. Jonsen
- Return to Reason (2001)